# Clonlara
Clonlara är en ort i republiken Irland. Den ligger i den centrala delen av landet, 170 km väster om huvudstaden Dublin. Clonlara ligger 26 meter över havet och antalet invånare är 627.
Terrängen runt Clonlara är platt åt sydost, men åt nordväst är den kuperad.Runt Clonlara är det tätbefolkat, med 356 invånare per kvadratkilometer. Närmaste större samhälle är Limerick, 8,1 km sydväst om Clonlara. Trakten runt Clonlara består i huvudsak av gräsmarker.